# Himawari Theatre Group

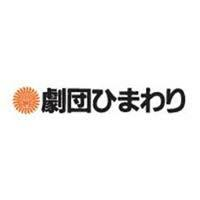
Logo de la Gekidan Hmawan

Himawari Theatre Group (劇団ひまわり Gekidan Himawari?) es una compañía de teatro japonesa, que se especializa en los actores jóvenes. Fue fundada por Tōzaburō Sunaoka en julio de 1952 y su sede está en Ebisunishi, Shibuya, Tokio. Actualmente es gestionado por su hijo, Fujio Sunaoka.

## Artistas
- Koichi Eguchi
- Daisuke Fujita
- Takuma Fujiwara
- Yutaro Honjo
- Kaoru Hyūga
- Takuya Kaihoku
- Kenjiro Kato
- Seishiro Kato
- Ryōhei Kimura
- Sachi Kokuryu
- Mamoru Miyano
- Yutaka Mizutani
- Mirai Moriyama
- Yū Kudo
- Yūna Mimura
- Yume Miyamoto
- Rina Mogami
- Sumire Morohoshi
- Arisa Ogasawara
- Eri Osonoe
- Hiroyuki Sanada
- Rio Sasaki
- Kōji Seto
- Risa Shimizu
- Sakura Sugawara
- Narumi Takahira
- Masato Takeuchi
- Shōhei Tanaka
- Jun Togawa
- Yūki Tokiwa
- Miyū Tsuzurahara
- Yūsuke Ushida
- Kōki Uchiyama
- Yūto Uemura
- Ken Watanabe
- Megumi Yamaguchi
- Ryūji Satō
- Shion Wakayama

- Shimba Tsuchiya

## Exalumnos actuación
- Toshinori Omi
- Erika Asakura
- Noriko Kurosawa
- Judy Ongg
- Megumi Tsunematsu
- Yoko Yamashita

## Exalumnos actuación de voz
- Tōru Furuya
- Yū Hayashi
- Miyu Irino
- Hiroya Ishimaru
- Taiki Matsuno
- Ryūsei Nakao
- Takayuki Sakazume
- Kōzō Shioya
- Yoku Shioya
- Yūmi Kikuchi
- Mami Kingetsu
- Eri Sendai
- Yumi Sudō
- Minami Takayama
- Hiromi Tsuru

## Empresas asociadas
- Blue Shuttle
- Sunaoka Office